# Zsetiszu FK
A Zsetiszu FK (kazakul: Жетісу Талдықорған Футбол Клубы, magyar átírásban: Zsetiszu Taldikurgan Futbol Klubi) egy kazah labdarúgócsapat Taldikorganban, Kazahsztánban.

## Története
A csapatot 1981-ben alapították. Hazai mérkőzéseit Taldikorgan városában rendezi. Az együttes 2006-ban megnyerte a másodosztályú bajnokságot, 2007-ben pedig az ötödik helyen végzett a legjobbak között.
2008 júniusában a Budapest Honvéddal játszott az Intertotó-kupában de otthon 2–1-es vereséget szenvedett, majd idegenben a Bozsik József Stadionban is kikapott 4–2-re.